# Portada/efemèride gener 10
Mònica López
« 9 de gener · 10 de gener · 11 de gener »